# 熊野神社 (町田市南町田)
熊野神社（くまのじんじゃ）は、東京都町田市南町田にある神社（熊野神社）である。地名（鶴間）を冠して鶴間熊野神社（つるまくまのじんじゃ）とも称される。

## 概要
東急田園都市線南町田グランベリーパーク駅の北西徒歩10分の場所に鎮座している。
創建は不詳だが、熊野本宮大社を勧請して創建された熊野神社であり、享保11年（1726年）4月に本殿を当時の名匠蔵並七郎・善介・八重郎が造立したとされる。
その後、安永6年（1777年）8月、安政5年（1858年）11月、昭和11年（1936年）11月に再建され、現在の権現造りの社殿は昭和46年（1971年）に造られた。

## 祭神
- 伊邪那岐命
- 伊邪那美命